# Podium (architecture)
Pour les articles homonymes, voir Podium.

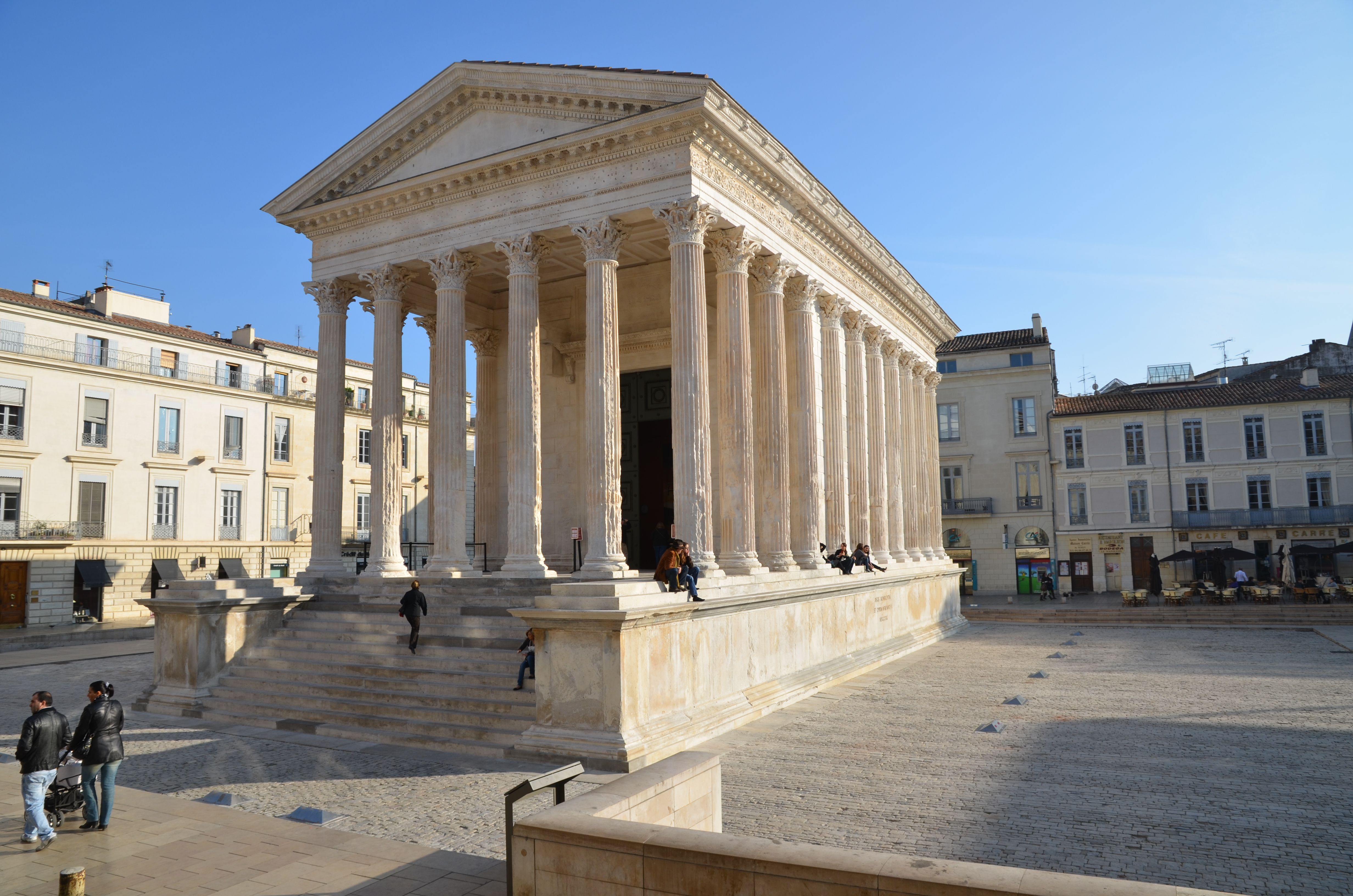
Podium de la Maison Carrée (Nîmes).

Un podium est en architecture un massif de maçonnerie élevé au-dessus du sol et servant de soubassement de peu d’élévation qui fait saillie sur le mur d’une chambre, d'un ou plusieurs édifices. Il désigne particulièrement le soubassement dans les amphithéâtres romains, élevé d’environ six mètres au-dessus du niveau de l’arène et formant une sorte de galerie où se plaçaient les personnes de distinction ainsi que dans les temples romains (exemple : la Maison Carrée à Nîmes).
La crépis dans l'architecture grecque est un soubassement vertical et horizontal d’une hauteur beaucoup moins grande que celle du podium romain.
Le podium comporte souvent un escalier rendant accessible le plan supérieur.